# Mort en fraude (roman)
Pour les articles homonymes, voir Mort en fraude.
Mort en fraude est un roman de Jean Hougron publié en 1953 aux éditions Domat et lauréat du Grand prix du roman de l'Académie française la même année.

## Résumé
Dans les années 1950, Paul Horcier, un petit employé français entraîné dans un trafic de devises en Indochine, est poursuivi par des tueurs à Saïgon. Avec l'aide d'une jeune Eurasienne, Anh, il trouve refuge dans le village natal de celle-ci, Vinh-Bao, dans le territoire occupé par les rebelles communistes du Việt Minh. Horcier découvre les conditions de vie des habitants soumis à l'armée Viet-Minh : la famine, le pillage des récoltes de riz et la maladie. Il prend peu à peu parti pour ce peuple.

## Adaptation
Le roman a été adapté au cinéma par Marcel Camus en 1957 dans le film homonyme Mort en fraude.

## Éditions
- Mort en fraude, éditions Domat, 1953.